# Mimusops kummel
Mimusops kummel là một loài thực vật có hoa trong họ Hồng xiêm. Loài này được Bruce ex A.DC. mô tả khoa học đầu tiên năm 1844.